# Maschinenschlüssel
Als Maschinenschlüssel (auch: Maschinen-Schlüssel) wird in der Kryptologie ein Schlüsselverfahren (Ver- oder Entschlüsselungsverfahren) bezeichnet, das im Gegensatz zu einem Handschlüssel nicht manuell, also beispielsweise mit Bleistift und Papier, durchgeführt wird, sondern bei dem eine Schlüsselmaschine (zusammenfassender Begriff für Ver- und Entschlüsselungsmaschine) verwendet wird.

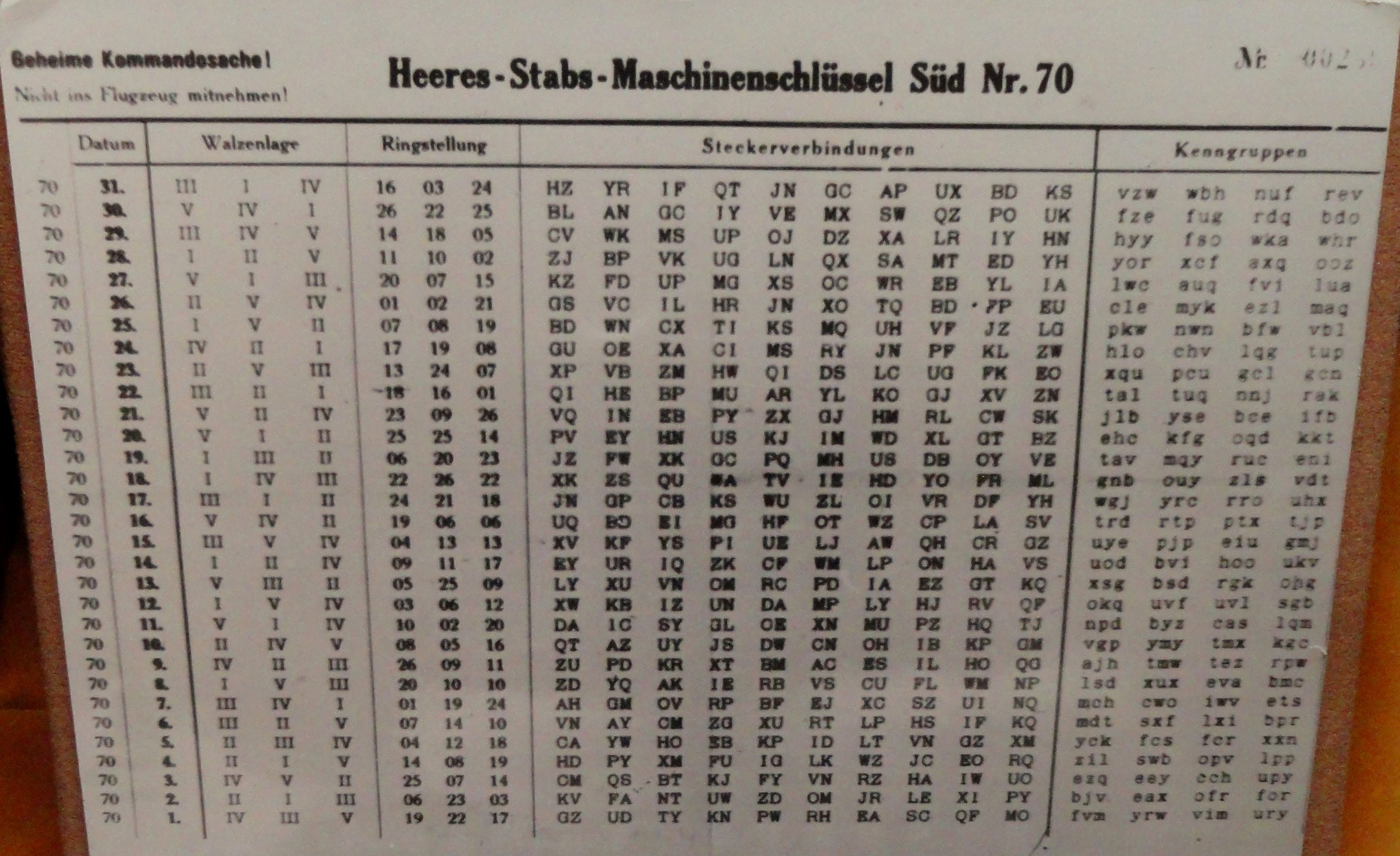
Diese Enigma-Schlüsseltafel mit dem Titel „Heeres-Stabs-Maschinenschlüssel Süd Nr. 70“ listet die täglich wechselnden Teilschlüssel „Walzenlage“, „Ringstellung“ und „Steckerverbindungen“ für einen Monat auf.

Einer der bekanntesten Maschinenschlüssel verwendet die Enigma-Maschine. Sie wurde im Zweiten Weltkrieg von der deutschen Wehrmacht zur Verschlüsselung ihres geheimen Nachrichtenverkehrs eingesetzt. Die Kriegsmarine fasste die von ihr verwendeten Maschinenschlüssel unter dem Namen Schlüssel M zusammen und unterschied zwischen Schlüssel M Form M3 und Schlüssel M Form M4.
Andere Beispiele sind die ebenfalls zu der Zeit verwendete deutsche Lorenz-Schlüsselmaschine sowie die damals von deutscher Seite als „Amerikanische Maschine Nr. 1 (AM‑1)“ bezeichnete amerikanische M‑209. Auf japanischer Seite können Maschinen (mit ihren amerikanischen Decknamen) genannt werden wie Red, Orange, Coral, Purple, Jade, Sapphire, Opal und Green.
Auch die zur Maschine gehörenden Schlüssel, die zumeist täglich gewechselt wurden und oft auf Schlüsseltafeln (Bild) aufgelistet waren, tragen diesen Namen (siehe auch authentische Schlüsseltafel mit Titel „Luftwaffen-Maschinenschlüssel Nr. 619“ unter Weblinks).